# Baćkowice
Baćkowice – wieś w Polsce, położona w województwie świętokrzyskim, w powiecie opatowskim, w gminie Baćkowice.
W latach 1975–1998 miejscowość administracyjnie należała do województwa tarnobrzeskiego.
Miejscowość jest siedzibą gminy Baćkowice oraz parafii św. Mikołaja.

## Części wsi
| SIMC    | Nazwa    | Rodzaj    |
| ------- | -------- | --------- |
| 0786621 | Kantórka | część wsi |
| 0786638 | Kolonie  | część wsi |
| 0786644 | Poddane  | część wsi |

## Historia
Baćkowice (dawniej Baczkowice) w XV w. należały do biskupów kujawskich, ofiarodawców wystawionego wówczas drewnianego kościółka pw. św. Mikołaja. Kolejne kościoły budowano w latach 1599 oraz 1868 (z gotyckim ołtarzem ufundowanym przez Polonię amerykańską). Według legendy nazwa wsi pochodzi od licznie występujących w pobliżu Baćkowic bocianów. Baćkowice były wsią biskupstwa włocławskiego w województwie sandomierskim w ostatniej ćwierci XVI wieku. W 1827 roku miejscowość liczyła 283 mieszkańców i 32 domy. W 1929 r. wieś z przynależnościami zamieszkiwały 563 osoby. We wsi było czterech kowali, dwóch stolarzy, jeden stolarz i szewc, dwa młyny wodne, wiatrak, trzy sklepy spożywcze.
W czasie II wojny światowej w okolicach Baćkowic toczyły się walki między armią niemiecką a Armią Czerwoną na tzw. przyczółku baranowsko-sandomierskim. W pierwszych dniach sierpnia 1944 linia frontu przebiegała przez teren gminy a walki toczyły się w Piórkowie, Gołoszycach, Oziębłowie i Modliborzycach. W wyniku działań wojennych spłonęły Modliborzyce, Piórków, Nieskurzów, Baćkowice, Olszownica, Oziębłów i Stanisławów. Ludność z terenów przyfrontowych została wysiedlona. Ostatecznie linia frontu ustabilizowała się na paśmie wzgórz jeleniowskiech. Okupację niemiecką Baćkowic zakończyło 10 sierpnia 1944 roku zajęcie miejscowości przez wojska 13 Armii 1 Frontu Ukraińskiego Armii Czerwonej.

## Zabytki
- Kościół parafialny pw. Świętego Mikołaja wzniesiony w latach 1866–1868, w miejsce zniszczonego kościoła z 1599 r. W 1902 r. budowla została przedłużona i odrestaurowana. W kościele późnogotycka rzeźba Madonny z XV w. W prezbiterium świątyni znajduje się kamienna płyta z 1614 r[12].

Kościół wraz z kostnicą z 1902 r. oraz przykościelnym cmentarzem został wpisany do rejestru zabytków nieruchomych (nr rej.: A.843/1-3 z 29.04.2011).
- Cmentarz parafialny (nr rej.: A.505 z 13.06.1988)[13].

## Turystyka
Usytuowanie Baćkowic u podnóża Pasma Jeleniowskiego stworzyło dogodne warunki do rozwoju turystyki pieszej i rowerowej. Gmina Baćkowice leży na trasie kilku szlaków turystycznych. Najbardziej popularnym jest  Główny Szlak Świętokrzyski im. Edmunda Massalskiego z Gołoszyc do Kuźniaków. Ponadto przez teren gminy biegnie  czerwony szlak turystyczny Gołoszyce – Piotrowice,  niebieski szlak turystyczny Gołoszyce – Dwikozy,  czerwony szlak rowerowy „Przez Góry Świętokrzyskie” oraz  czerwony Szlak Walk Partyzanckich.